# فرانسیسکا (نام کوچک)
فرانسیسکا نامی است اروپایی با ریشه لاتین برای دختران. این نام از نام قوم فرانک برگرفته شده که در لاتین اشاره به قومیت یا منشعیت «فرانسوی» دارد. «فرانک» ریشه اصلی خانواده ای از لغات است که معنای آزاد یا آزاده دارند.
- فرانسیسکا برانتنر (زاده ۱۹۷۹)
- فرانسیسکا کینز (۱۸۹۷–۱۹۸۰), هنرپیشه اتریشی
- فرانسیسکا تیبورتیوس (۱۸۴۳–۱۹۲۷), پزشک آلمانی
- فرانزیسکا تروئنر (زاده ۱۹۵۴), هنرپیشه آلمانی
- فرانزیسکا هن آلمزیک (زاده ۱۹۷۸), شناگر آلمانی
- فرانزیسکا وایس (زاده ۱۹۸۰), هنرپیشه اتریشی

1. 1 2 3  مشارکت‌کنندگان ویکی‌پدیا. «Franziska». در دانشنامهٔ ویکی‌پدیای آلمانی ، بازبینی‌شده در ۲۷ بهمن ۱۳۸۹.